# Gianni Brezza
Gianni Brezza (Pola, 9 novembre 1937 – Roma, 5 aprile 2011) è stato un ballerino, coreografo, regista e attore italiano.
Divenuto famoso come primo ballerino negli spettacoli di varietà serali della Rai a cavallo fra gli anni sessanta e settanta, dagli anni ottanta in poi ha avuto un lungo sodalizio sentimentale e professionale con Loretta Goggi, della quale è stato anche marito.

## Biografia
Nato a Pola, città alla quale resterà sempre molto legato, il nome originale della sua famiglia era Brezach. In seguito all'esodo istriano nel dopoguerra la famiglia si trasferisce a La Spezia. Grande appassionato della vita di mare, dopo aver perso entrambi i genitori decide di entrare nella Marina Militare. Durante il servizio viene scelto, insieme ad altri colleghi di corso, dal regista Francesco De Robertis, che stava cercando attori non professionisti per interpretare il film Ragazzi della marina (1958).
Abbandonata la carriera militare dopo quattro anni di servizio, si trasferisce a Roma nei primi anni sessanta per continuare l'attività cinematografica; oltre ad interpretare particine in alcuni film, inizia a lavorare anche come danzatore. Alto e di bell'aspetto, dal portamento atletico ed elegante, riesce ad entrare nel corpo di ballo della Rai, diventandone ben presto primo ballerino. Lavora nei principali varietà a cavallo fra gli anni sessanta e settanta, tra cui Canzonissima, Studio Uno, Doppia Coppia (1969), Ciao Rita (1971), Per un gradino in più (1971) e Milleluci (1974), danzando, tra gli altri, con Mina, Raffaella Carrà, Sandra Mondaini, Sylvie Vartan, Rita Pavone, Gisella Pagano, Lola Falana; compare anche in due film con Rita Pavone e in un noto spot pubblicitario, quello del bitter San Pellegrino. Verso la metà degli anni settanta abbandona la professione di danzatore per motivi di età e si dedica all'attività di skipper.
Nel 1979 tuttavia la Rai lo convince a tornare sul palcoscenico per guidare, in qualità di coreografo, i passi di Loretta Goggi nei numeri di ballo della trasmissione Fantastico. Nonostante la differenza d'età (42 anni lui e 29 lei) e il fatto che Brezza fosse già sposato e padre di tre figli, tra i due nasce un'attrazione che ben presto sfocia in una relazione, sentimentale e professionale, che durerà per tutta la sua vita. Dopo due anni di clandestinità la relazione esce allo scoperto e la coppia interpreta il fotoromanzo Amore in alto mare per la rivista Bolero.
Negli anni seguenti si dedica alla carriera della compagna: oltre a farle da coreografo, ne diventa anche manager, addetto stampa, PR e, nei primi anni, anche fotografo e curatore d'immagine. Sotto la guida di Brezza, che ne valorizza le doti di intrattenitrice, la Goggi raggiunge la piena maturità artistica, diventando una delle presentatrici di maggior successo degli anni ottanta in una serie di trasmissioni dirette (e spesso ideate) dal compagno: Loretta Goggi in Quiz (1984), Il bello della diretta (1986), Canzonissime (1987), Ieri, Goggi e domani (1988), Via Teulada 66 (1988), Festa di compleanno (1991-92), Il canzoniere delle feste (1992-93), Innamorati pazzi (1999). Negli anni 2000 la Goggi, che inizia ad apparire meno frequentemente in televisione, si dedica maggiormente all'attività teatrale, e Brezza la dirige negli spettacoli Se stasera sono qui (2006-07) e SPA - Solo Per Amore (2010-2011).

### Vita privata e morte
Il 26 aprile 2008, dopo una quasi trentennale relazione, Gianni Brezza e Loretta Goggi si sposano. È morto a Roma il 5 aprile 2011, per le complicanze di un tumore al colon; riposa a Roma nel cimitero Flaminio di Prima Porta.

## Filmografia

### Attore e ballerino
- Ragazzi della marina, regia di Francesco De Robertis (1958)
- 2 mattacchioni al Moulin Rouge, regia di Giuseppe Vari (1964)[8]
- Preparati la bara!, regia di Ferdinando Baldi (1967)
- Non stuzzicate la zanzara, regia di Lina Wertmüller (1967)
- Little Rita nel West, regia di Ferdinando Baldi (1967)
- Commandos, regia di Armando Crispino (1968)
- Rapporto Fuller, base Stoccolma, regia di Sergio Grieco (1968)
- Valeria dentro e fuori, regia di Brunello Rondi (1972)

## Regie televisive e teatrali
- Loretta Goggi in quiz (Rai 1, 1984-1985)
- Il bello della diretta (Rai 1, 1986)
- Canzonissime (Rai 1, 1987)
- Ieri, Goggi e domani (Rai 1, 1987-1988)
- Via Teulada 66 (Rai 1, 1988-1989)
- Festa di compleanno (Telemontecarlo, 1991-1992)
- Il canzoniere delle feste (Rai 2, 1992-1993)
- La zanzara d'oro (Rai 1, 1997)
- Innamorati pazzi (Canale 5, 1999)
- Se stasera sono qui, spettacolo teatrale (2007-2008)
- SPA - Solo per Amore, spettacolo teatrale (2009-2011)